# Daniłowo (Ostrołęka)
Daniłowo [pronunciación en polaco: /daniˈwɔvɔ/] es un pueblo ubicado en el distrito administrativo de Gmina Goworowo, dentro del Condado de Ostrołęka, Voivodato de Mazovia, en el este de Polonia central. Se encuentra aproximadamente a 2 kilómetros al norte de Goworowo, a 17 kilómetros al sur de Ostrołęka, y a 87 kilómetros al noreste de Varsovia.